# Walter Mirisch
Walter Mortimer Mirisch (n. 8 noiembrie 1921, New York City, New York, SUA – d. 24 februarie 2023, Los Angeles, California, SUA) a fost un producător american de film. A fost președinte și director executiv de producție al The Mirisch Corporation, o companie independentă de producție de film, pe care a format-o în 1957 alături de frații săi, Marvin și Harold. A câștigat premiul Oscar pentru cea mai bună imagine ca producător al filmului În arșița nopții (1967.